# Amen (album Amen)
Amen è il secondo album in studio del gruppo musicale statunitense omonimo, pubblicato il 21 settembre 1999 dalla Roadrunner Records.

## Tracce
1. Coma America – 2:18
2. Down Human – 3:44
3. Drive – 3:08
4. No Cure for the Pure – 3:23
5. When a Man Dies a Woman – 3:30
6. Unclean – 2:50
7. I Don't Sleep – 2:25
8. TV Womb – 2:38
9. Private – 3:12
10. Everything Is Untrue – 4:19
11. The Last Time – 2:16
12. Fevered – 2:28
13. Broken Design – 2:24
14. Resignation/Naked and Violent – 4:09

### Tracce bonus (edizione limitata)
1. Whores of Hollywood – 1:45
2. Lovers Are Killers – 2:55
3. Life Crime – 1:23
4. Black God – 4:15

## Formazione
- Casey Chaos - voce
- S. Mayo - chitarra
- Paul Fig - chitarra
- Tumor, John - basso
- Larkin - batteria